# Prionolejeunea serrula
Prionolejeunea serrula là một loài Rêu trong họ Lejeuneaceae. Loài này được (Mitt.) Stephani miêu tả khoa học đầu tiên năm 1913.